# 顕著な大雨に関する情報
顕著な大雨に関する情報（けんちょなおおあめにかんするじょうほう）とは、気象庁が発表する防災気象情報の1つ。2021年6月17日13時から提供が開始された。

## 概要
「顕著な大雨に関する情報」は、大雨による災害発生の危険度が急激に高まっている中で、線状の降水帯により非常に激しい雨が同じ場所で降り続いている状況を「線状降水帯」というキーワードを使って解説する情報である。この情報は警戒レベル相当情報を補足する情報であり、警戒レベル4相当以上の状況で発表される。
崖や川の近くなど、危険な場所にいる人（土砂災害警戒区域や浸水想定区域など、災害が想定される区域にいる人）は、地元市町村から発令されている避難情報に従い、直ちに適切な避難行動をとる必要がある。周りの状況を確認し、避難場所への避難がかえって危険な場合は、少しでも崖や沢から離れた建物や、少しでも浸水しにくい高い場所に移動するなど、身の安全を確保しなければならない。また市町村から避難情報が発令されていなくても、今後、急激に状況が悪化するおそれもある。危険度分布（キキクル）や水位情報等の情報を確認し、少しでも危険を感じた場合には、自ら安全な場所へ移動する判断をする必要がある。
なお、広範囲で激しい雨が長時間継続するような場合には、「顕著な大雨に関する情報」が発表されていなくとも、甚大な災害が発生する場合がある。「顕著な大雨に関する情報」を待つのではなく、災害発生の危険度の高まりを示す危険度分布を活用することが重要である。さらに、大河川の上流部で線状降水帯により非常に激しい雨が降っている場合、下流部では危険度が高まるまでに時間差があることにも留意しなければならない。
顕著な大雨に関する情報が発表された際には、気象庁ホームページにおける「雨雲の動き」や「今後の雨」（1時間雨量又は3時間雨量）において、大雨による災害発生の危険度が急激に高まっている線状降水帯の雨域が赤い楕円で表示される。
「顕著な大雨に関する情報」が全国で初めて発表されたのは、2021年6月29日2時49分であり、この時は沖縄気象台が発表した。
2023年5月25日より、現在から30分先までに基準を満たすと予測された場合に発表する運用に変更された。これにより、変更前より最大で30分程度前倒して発表するとしている。

## 発表基準
現在、10分先、20分先、30分先のいずれかにおいて、以下の基準をすべて満たす場合に発表される。
1. 解析雨量（5kmメッシュ）において前3時間積算降水量が100mm以上の分布域の面積が500km2以上[2]
2. 1.の形状が線状（長軸・短軸比2.5以上）[2]
3. 1.の領域内の前3時間積算降水量最大値が150mm以上[2]
4. 1.の領域内の土砂キキクル（大雨警報 (土砂災害) の危険度分布）において土砂災害警戒情報の基準を実況で超過（かつ大雨特別警報の土壌雨量指数基準値への到達割合8割以上）又は洪水キキクル（洪水警報の危険度分布）において警報基準を大きく超過した基準を超過[2]

また、発表から3時間以上経過後に発表基準を満たしている場合や、3時間未満であっても対象区域に変化があった場合には、再発表される。